# Teorías del cambio tecnológico
Las teorías del cambio tecnológico y la innovación intentan explicar los factores que condicionan la innovación tecnológica, así como el impacto de la tecnología en la sociedad y la cultura. Algunas de las teorías más contemporáneas del cambio tecnológico rechazan dos de los puntos de vista anteriores: el modelo lineal de la innovación tecnológica y otro, el determinismo tecnológico. Para desafiar el modelo lineal, algunas de las teorías actuales del cambio tecnológico y la innovación apuntan a la historia de la tecnología, donde encuentran pruebas de que la innovación tecnológica suele dar lugar a nuevos campos científicos, y destacan el importante papel que desempeñan las redes sociales y los valores culturales en la creación y la configuración de los artefactos tecnológicos y así rebatir el llamado como "determinismo tecnológico", las teorías actuales del cambio tecnológico hacen hincapié en el alcance de la necesidad de elección técnica, que consideran mayor de lo que la mayoría de los profanos pueden percibir; como les gusta decir a los especialistas en filosofía de la ciencia y la tecnología: "Podría haber sido diferente". Por esta razón, los teóricos que adoptan estas posturas suelen argumentar que es deseable una mayor participación del público en la toma de decisiones tecnológicas.

## Teorías sociológicas
Las teorías e investigaciones sociológicas de la sociedad y lo social se centran en cómo interactúan realmente los seres humanos y la tecnología, e incluso pueden afectarse mutuamente. Algunas teorías tratan de cómo se toman las decisiones políticas tanto para los humanos como para la tecnología, con lo que los humanos y la tecnología son vistos como un campo igual en la decisión política, donde los humanos también hacen, usan, e incluso avanzan con las innovaciones la tecnología. Las interacciones que se utilizan en la mayoría de las teorías sobre este tema contemplan las interacciones humanas individuales con los equipos tecnológicos, pero también hay un subgrupo para el grupo de personas que interactúan con la tecnología. Según algunas críticas, las teorías descritas son imprecisas y ambiguas a propósito, ya que las circunstancias para las teorías cambian con la cultura humana y el cambio e innovación tecnológicos.

### Enfoques descriptivos
El constructivismo social de la tecnología argumenta que la tecnología puede no determinar la acción humana, pero la acción humana puede dar forma al uso tecnológico. Los conceptos clave aquí incluyen:
- flexibilidad interpretativa: "Los artefactos tecnológicos se construyen e interpretan culturalmente... Con esto queremos decir que no sólo hay flexibilidad en la forma en que la gente piensa o interpreta los artefactos, sino que también hay flexibilidad en la forma en que se diseñan los artefactos". Y así los artefactos tecnológicos[1] puede determinar y dar forma a lo que esa herramienta tecnológica específica simbolizará y representará en la sociedad o en una cultura. Esto está en relación con el constructivismo social y la teoría de la tecnología porque muestra cómo los humanos simbolizan la tecnología, dándole forma.
- Grupo social relevante comparte un conjunto particular de significados sobre un artefacto determinado
- Estabilización económica suele darse cuando el grupo social relevante ha llegado a un consenso, según la crítica del cambio tecnológico y la innovación
- Contexto más amplio: "la situación sociocultural y política de un grupo social configura sus normas y valores, que a su vez influyen en el significado que se da a un artefacto"

Entre los autores clave aquí se encuentran MacKenzie y Wajcman (1985).
- Teoría del actor y la red (Actor-Network theory, ANT) trata de una red heterogénea de seres humanos e incluso no humanos como actores iguales interrelacionados. Busca la imparcialidad en la descripción de los actores humanos y los artilugios tecnológicos no humanos, y la reintegración del mundo natural y la sociedad. Por ejemplo, Latour (1992)[2] sostiene que, en lugar de preocuparnos por si estamos antropomorfizando la tecnología, deberíamos aceptarla como algo inherentemente antropomórfico, ya que, al fin y al cabo, la tecnología está hecha por seres humanos y sustituye a las acciones de éstos, por lo que da forma a la acción humana.

Lo importante son los gradientes y la conectividad de las acciones de los actores y sus competencias tecnológicas, y también el grado en que elegimos tener representaciones "figurativas". Los conceptos clave aquí incluyen la inscripción de creencias, prácticas y relaciones en la tecnología, de la que se dice que las encarna. Entre los autores clave están Bruno Latour (1997) y Callon (1999).
- La teoría de la estructuración intenta definir las estructuras también como recursos y sus reglas que se organizan con propiedades relevantes del sistema tecnológico a nivel social. La teoría emplea una noción recursiva de acciones, restringidas y habilitadas por estructuras que son producidas y reproducidas por la acción. En consecuencia, en esta teoría "la tecnología no puede ser considerada como un artefacto", sino que examina a las personas y su interacción con la tecnología en sus prácticas de trabajo, que promueven estructuras que dan forma a su uso emergente y también situado de esa tecnología. En este sentido, los autores clave son DeSanctis y Poole (1990),[5] y Orlikowski (1992).[6]

- La teoría de sistemas considera el desarrollo histórico de la tecnología y los medios de comunicación con un énfasis en la inercia y la heterogeneidad, haciendo hincapié en las conexiones entre el artefacto que se construye y los factores sociales, económicos, políticos y culturales que lo rodean. Los conceptos clave incluyen saliente inversos cuando los elementos de un sistema se retrasan en el desarrollo con respecto a otros, la diferenciación, operational closure y autopoietic autonomy. Entre los autores clave se encuentran Thomas P. Hughes (1992) y Niklas Luhmann (2000).[7]
- La teoría de la actividad considera que todo el trabajo y también el sistema de actividad (incluyendo miembros incluidos, equipos, organizaciones, etc.) más allá de un usuario o actor. También puede tener en cuenta el entorno, la historia personal y la supuesta cultura, "el papel de los artefactos", las motivaciones surgidas y los puntos de vista buscados sobre la complejidad de las actividades en la vida real. Uno de los puntos fuertes de la TA es que tiende un puente entre el sujeto individual y la realidad social: estudia ambos a través de la actividad mediadora. La unidad de análisis en la TA es el concepto de actividad humana orientada al objeto, colectiva y culturalmente mediada, o sistema de actividad.

### Enfoques de la teoría crítica
La teoría crítica intenta, según algunos, ir más allá de la descriptividad de un relato que puede mostrar de cómo son las cosas, el examen y la pregunta de por qué han llegado a ser así y cómo podrían ser de otra manera. La teoría crítica se pregunta a qué intereses sirve el cuestionado statu quo y evalúa los potenciales de un futuro, que alterna y propone "mejorar" tanto el servicio tecnológico, como la justicia social. Aquí se da la definición de Geuss, donde "una teoría crítica, entonces, es una teoría reflexiva que da a los agentes un tipo de conocimiento inherentemente productivo de iluminación y emancipación" (1964). Así, Marcuse argumentó que, aunque los asuntos tecnológicos y el diseño se presentan a menudo como opciones técnicas neutrales, en realidad, manifiestan valores políticos o morales. La teoría crítica se considera una "forma de arqueología" que trata de llegar por debajo de las interpretaciones de sentido común para revelar las relaciones de poder y los intereses que determinan una configuración y un uso tecnológicos concretos.
Quizá la teoría crítica contemporánea de la tecnología más desarrollada esté contenida en los trabajos de Andrew Feenberg incluidos en su libro Transformando la tecnología (Transforming Technology, 2002).
- Los Valores en el diseño (Values in Design) se pregunta cómo garantizamos un lugar para los valores (junto a normas técnicas como la velocidad, la eficiencia y la fiabilidad) como criterios por los que juzgamos la calidad y la aceptabilidad de los sistemas de información y los nuevos medios de comunicación. ¿Cómo se pueden integrar valores como la privacidad, la autonomía, la democracia y la justicia social en la concepción, el diseño y el desarrollo, y no sólo en la adaptación posterior? Entre los pensadores clave se encuentra Helen Nissenbaum (2001).[9]

### Teorías de grupos sociales
También hay una serie de teorías de la ciencia y la sociedad relacionadas con la tecnología que también se ocupan incluso de cómo los medios de comunicación afectan a la evolución de los grupos o a otros procesos. En términos generales, se dice que estas teorías tecnológicas se ocupan de los efectos sociales de los medios de comunicación (por ejemplo, la riqueza de los medios) se ocupan de cuestiones de elección de los medios (cuándo utilizar qué medio de forma eficaz). Otras teorías (la de la presencia social y la de la "naturalidad de los medios") se ocupan de las consecuencias de esas elecciones de medios (es decir, cuáles son los efectos sociales del uso de determinados medios de comunicación).
- Teoría de la presencia social (Short, et al., 1976[10]) es una "teoría seminal" de los efectos sociales vistos de la tecnología de las comunicaciones. Y su principal preocupación es, naturalmente, la telefonía y el teléfono, pero también la conferencia (y la investigación aquí se encontró entre los patrocinados por la British Post Office, ahora British Telecom). Sostiene que el impacto social de un medio de comunicación depende de la presencia social que permite a los comunicadores. La presencia social se define como una propiedad del propio medio: el grado de contacto acústico, visual y físico que permite. La teoría supone que un mayor contacto aumentará los componentes clave de la "presencia": mayor intimidad, inmediatez, calidez y relación interpersonal. Como consecuencia de la presencia social, se espera que aumente la influencia social. En el caso de la tecnología de la comunicación, se supone que las formas de interacción más basadas en el texto (correo electrónico, mensajería instantánea) son menos sociales y, por tanto, menos propicias para la influencia social.
- Teoría de la riqueza de medios (Daft y Lengel, 1986)[11] comparte algunas características con la teoría de la presencia social. Postula que la cantidad de información comunicada difiere con respecto a la riqueza de un medio. La teoría parte de la base de que los principales objetivos de la comunicación son resolver la ambigüedad y reducir la incertidumbre. Dado que los medios de comunicación difieren en cuanto a la tasa de comprensión que pueden alcanzar en un tiempo determinado (los medios "ricos" llevan más información), no todos son capaces de resolver bien la incertidumbre y la ambigüedad. Cuanto más restringida sea la capacidad del medio, menos incertidumbre y ambigüedad podrá gestionar. De ello se desprende que la riqueza de los medios debe ajustarse a la tarea para evitar la simplificación o la complicación excesivas.
- Teoría de la naturalidad de los medios (Kock, 2001; 2004)[12][13] se basa en las ideas de la evolución humana y se ha propuesto como alternativa a la teoría de la riqueza mediática. La teoría de la naturalidad de los medios sostiene que, dado que nuestros antepasados homínidos de la Edad de Piedra se comunicaban principalmente cara a cara, las presiones evolutivas han llevado al desarrollo de un cerebro que, en consecuencia, está diseñado para esa forma de comunicación. Otras formas de comunicación son demasiado recientes y es poco probable que hayan ejercido presiones evolutivas que hayan podido moldear nuestro cerebro en su dirección. El uso de medios de comunicación que suprimen los elementos clave de la comunicación cara a cara, como hacen muchos medios de comunicación electrónicos, acaba planteando obstáculos cognitivos a la comunicación. Esto es especialmente cierto en el contexto de las tareas complejas (por ejemplo, el rediseño de procesos empresariales, el desarrollo de nuevos productos, el aprendizaje en línea), porque tales tareas parecen requerir una comunicación más intensa durante períodos prolongados que las tareas simples.

[File:Initiative steyrland - wir rocken die region!.jpg|thumb|Los sitios web de trabajo modernos y los RRHH utilizan la sincronicidad tecnológica]].
- La teoría de la sincronicidad de los medios (MST, Dennis & Valacich, 1999) reorienta la teoría de la riqueza hacia la sincronicidad de la comunicación.

- El modelo de identidad social de efectos de desindividuación (SIDE) (Postmes, Spears y Lea 1999;[14] Reicher, Spears y Postmes, 1995;[15] Spears & Lea, 1994[16]) se desarrolló como respuesta a la idea de que el anonimato y la presencia reducida empobrecían socialmente (o "desindividuaban") la tecnología de la comunicación. Ofrecía una explicación alternativa para estos efectos de "desindividuación" basada en las teorías de la identidad social (por ejemplo, Turner et al., 1987[17]). El modelo SIDE distingue los efectos cognitivos y estratégicos de una tecnología de comunicación. Los efectos cognitivos se producen cuando las tecnologías de la comunicación hacen "salientes" determinados aspectos de la identidad personal o social. Por ejemplo, ciertas tecnologías como el correo electrónico pueden disimular características del remitente que lo diferencian individualmente (es decir, que transmiten aspectos de su identidad personal) y, como resultado, se puede prestar más atención a su identidad social. Los efectos estratégicos se deben a las posibilidades que ofrece la tecnología de la comunicación para comunicar o representar selectivamente determinados aspectos de la identidad y disfrazar otros. Por tanto, SIDE considera que lo social y lo tecnológico se determinan mutuamente, y que el comportamiento asociado a determinadas formas de comunicación es el producto o la interacción de ambos.
- Tiempo, interacción y rendimiento (TIP; McGrath, 1991)[18] la teoría describe los grupos de trabajo como sistemas sociales basados en el tiempo, multimodales y multifuncionales. Los grupos interactúan en uno de los modos de inicio, resolución de problemas, resolución de conflictos y ejecución. Las tres funciones de un grupo son la producción (hacia una meta), el apoyo (afectivo) y el bienestar (normas y roles).

### Otras posturas
Además, muchos autores se han replanteado la tecnología para criticar y o enfatizar aspectos de la tecnología abordados por las teorías principales. Por ejemplo, Steve Woolgar (1991) considera la tecnología como texto para criticar la sociología del conocimiento científico aplicada a la tecnología y distinguir entre tres respuestas a esa noción: la respuesta instrumental (flexibilidad interpretativa), la respuesta interpretativa (influencias ambientales/organizativas), la respuesta reflexiva (una doble hermenéutica). Pfaffenberger (1992) trata la tecnología como drama para argumentar que una estructuración recursiva de los artefactos tecnológicos y su estructura social regulan discursivamente la construcción tecnológica del poder político. Un drama tecnológico es un discurso de "enunciados" y "contraenunciados" tecnológicos dentro de los procesos de regularización, ajuste y reconstitución tecnológica.